# Беатриса Сицилийская (1252—1275)
Беатриса Сицилийская (1252 — 17 ноября или 12 декабря 1275) — титулярная императрица Латинской империи и жена Филиппа де Куртене. Дочь Карла I Анжуйского и Беатрисы Прованской.

## Биография
В соответствии с договором Витербо (27 мая 1267 года) Балдуин II де Куртене передал бо́льшую часть прав на Латинскую империю Карлу I. За Карлом подтвердили право владения Корфу и некоторых городов Албании. Ему также предоставили сюзеренитет над Ахейским княжеством и суверенитет Эгейских островов, за исключением тех, которые принадлежали Венеции и Лесбосу, Хиосу, Самосу и Аморгосу. В том же договоре был прописан брак Филиппа де Куртене, наследника престола Латинской империи, и Беатрисы, второй дочери Карла. Если брак оказался бы бездетным, права Филиппа унаследовал бы Карл I. Во время обручения Беатрисе было около пятнадцати лет.
15 октября 1273 года Беатриса и Филипп поженились в Фодже. Невеста был двадцать один год, а жениху — тридцать. Спустя несколько дней её тесть умер. Филипп был провозглашён императором, а Беатриса — императрицей. Брак был гармоничным; у супругов 25 ноября 1274 года родилась одна дочь, Екатерина де Куртене.
Беатриса умерла в конце 1275 года после короткой болезни. Ей было около двадцати трёх лет.